# Witoschko
Witoschko (bulgarisch Витошко) ist ein ehemaliges Dorf in der heutigen Gemeinde Pernik der Oblast Pernik.
Es liegt am Fuß des Witoschagebirges in Bulgarien. 1953 wurde die Gegend um Witoschko bis zum Dorf für den künstlich angelegten Stausee Studena überflutet. Statt unter dem Stausee zu liegen, reichte das Wasser bis zu den Ruinen des ehemaligen Dorfes, wo ein Urlaubszentrum der kommunistischen Partei errichtet wurde.
Das Dorf trug bis 1887 den Namen Srabski Samokow (Сръбски Самоков), übersetzt etwa serbisch Samokow, was schriftliche Erwähnungen aus dem Jahr 1455, hier Srabski Samokow (Сръбски Самоков), und aus dem Jahr 1878, hier Syrbski Samakowa  (Сырбски Самаковъ), belegen.